# Опельянц, Владислав Юрьевич
Владисла́в Ю́рьевич (Влад) Опелья́нц (арм. Վլադիսլավ Յուրիի Օպելյանց; род. 7 января 1968, Москва) — российский кинооператор. Известен по сотрудничеству с кинорежиссёрами Никитой Михалковым и Кириллом Серебренниковым («Ученик», «Лето», «Петровы в гриппе»), а также по съёмкам рекламных роликов и музыкальных клипов. Лауреат и номинант ряда российских и международных премий за операторскую работу.

## Биография
Родился 7 января 1968 года в Москве в семье телеоператора «Останкино».
Окончил операторский факультет ВГИКа (мастерская Вадима Юсова) в 1992 году.
Работал оператором-репортёром в российском корпункте для голландского канала RTL4.
Оператор-постановщик рекламных роликов крупных мировых и российских брендов (Nescafe («Север»), Coca-Cola, Pepsi, МТС, «Мегафон»). Много работает в музыкальном видео, оператор клипов Аллы Пугачевой, Кристины Орбакайте, «Земфиры», «Мумий Тролль», «Гости из будущего», «Блестящие», Валерия Меладзе, Алсу, «Чайф», «Uma2rmaH».
В общей сложности им снято более 100 музыкальных клипов и рекламных роликов.
В кино дебютировал в 1997 году фильмом «Кризис среднего возраста» режиссёра Гарика Сукачёва.
Оператор-постановщик фильмов Никиты Михалкова «12», «Утомлённые солнцем 2» («Предстояние», «Цитадель») и «Солнечный удар»; фильма Ренаты Литвиновой «Богиня: как я полюбила», фильма Филиппа Янковского «Статский советник» и других.
В 2015 году был награждён премией «Золотой орёл» за лучшую операторскую работу за картину «Солнечный удар».
В 2017 году на кинофестивале «Кинотавр» получил приз за лучшую операторскую работу в фильме «Заложники», режиссёра Резо Гигинеишвили).
В апреле 2019 года Опельянц стал лауреатом премии «Белый квадрат», которой отмечают лучших кинооператоров.

### Личная жизнь
- Первая жена (2010—2015) — Евгения Опельянц, кинооператор (род. 1986)
- Вторая жена (с 2017) — Мария Поезжаева, актриса (род. 1989)
  - Сын — Григорий (род. 2017)[8]

## Фильмография
- 1997 — Кризис среднего возраста
- 2000 — Триумф
- 2004 — Богиня: как я полюбила
- 2005 — Статский советник
- 2007 — 12
- 2009 — Кошечка (новелла «Бешеная балерина»)
- 2010 — Предстояние
- 2011 — Цитадель
- 2012 — Поддубный
- 2014 — Снег, к/м
- 2014 — Битва за иммунитет, к/м
- 2014 — Солнечный удар
- 2015 — Без границ
- 2015 — Воин
- 2016 — Фонограф, к/м
- 2017 — Ученик
- 2017 — Заложники
- 2018 — Лето
- 2018 — Селфи
- 2019 — Вторжение
- 2020 — Уроки фарси
- 2021 — Петровы в гриппе
- 2021 — Пропавшая
- 2022 — Жена Чайковского

## Награды и номинации
- 2006 — номинация на премию киноизобразительного искусства «Белый квадрат» (фильм «Статский советник»)
- 2008 — номинация на премию «Золотой орёл» за лучшую операторскую работу (фильм «12»)
- 2008 — номинация на премию киноизобразительного искусства «Белый квадрат» (фильм «12»)
- 2015 — премия «Золотой орёл» за лучшую операторскую работу (фильм «Солнечный удар»)
- 2015 — Шанхайский кинофестиваль — приз за лучшую операторскую работу (фильм «Солнечный удар»)
- 2016 — номинация на премию «Золотой орёл» за лучшую операторскую работу (фильм «Воин»)
- 2016 — номинация на премию киноизобразительного искусства «Белый квадрат» (фильм «Солнечный удар»)
- 2017 — номинация на премию «Золотой орёл» за лучшую операторскую работу (фильм «Ученик»)
- 2017 — номинация на премию «Ника» за лучшую операторскую работу (фильм «Ученик»)
- 2017 — номинация на премию киноизобразительного искусства «Белый квадрат» (фильм «Ученик»)
- 2017 — номинация на премию Гильдии киноведов и кинокритиков России «Белый слон» (фильм «Ученик»)
- 2017 — кинофестиваль «Кинотавр» — приз за лучшую операторскую работу (фильм «Заложники»)
- 2018 — номинация на премию киноизобразительного искусства «Белый квадрат» (фильм «Заложники»)
- 2019 — премия киноизобразительного искусства «Белый квадрат» (фильмы «Лето» и «Селфи»)
- 2022 — премия киноизобразительного искусства «Белый квадрат» (фильм «Уроки фарси»)